# VMX Architects
VMX Architects is een Nederlands architectenbureau gevestigd in Amsterdam. Het werd in 1994 opgericht door architect Don Murphy. Het bureau ontwerpt gebouwen op tal van terreinen, van sociale woningbouw tot luchthaventerminal. VMX Architects is voornamelijk actief in Nederland maar heeft ook woningen en scholen ontworpen in Oman en universiteitsgebouwen in China.
De werken van het bureau worden gekenmerkt door strakke geometrische vormgeving en het gebruik van felle kleuren.
Don Murphy volgde in 2018 Liesbeth van der Pol op als nieuwe supervisor architectuur van Luchthaven Schiphol.

## Werkenlijst
Deze lijst geeft overzicht van voltooide werken van VMX Architects.
| Naam                                  | Jaar van oplevering | Locatie             | Functie                                                              | Afbeelding |
| ------------------------------------- | ------------------- | ------------------- | -------------------------------------------------------------------- | ---------- |
| Fietsflat Amsterdam                   | 2001                | Amsterdam           | fietsenstalling (gesloten in 2023)                                   |            |
| Gebouw Rijkswaterstaat Zee en Delta   | 2002                | Rijswijk            | rijkskantoorgebouw                                                   |            |
| Stedelijk Gymnasium 's-Hertogenbosch  | 2002                | Den Bosch           | schoolgebouw                                                         |            |
| Sarphatistraat 133-141                | 2002                | Amsterdam           | studentenhuisvesting en bedrijfsruimten                              |            |
| De Parel                              | 2007                | Hoogvliet           | woningen, appartementen                                              |            |
| 8ste Montessorischool Steigereiland   | 2008                | Amsterdam           | schoolgebouw                                                         |            |
| Nieuwbouw Willem Arntsz Huis          | 2008                | Utrecht             | psychiatrisch ziekenhuis                                             |            |
| De Weide Wereld                       | 2009                | Utrecht             | Multifunctionele accommodatie: sporthal, scholen, kinderopvang, café |            |
| SODAE House                           | 2009                | Amstelveen          | privé-woning                                                         |            |
| Ithaka                                | 2010                | Almere Haven        | woningbouw                                                           |            |
| Wier+                                 | 2010                | Den Dolder          | behandelcentrum SGLVG                                                |            |
| General Aviation Terminal             | 2011                | Luchthaven Schiphol | luchthaven terminal                                                  |            |
| Praktijkschool Max Havelaar           | 2012                | Hoogvliet           | schoolgebouw                                                         |            |
| Universiteitsgebouw + Auditorium SSPU | 2013                | Shanghai            | Universiteitsgebouw                                                  |            |
| De Feniks (renovatie Casa400)         | 2014                | Amsterdam           | studentenhuisvesting                                                 |            |
| Het Baken                             | 2014                | Amsterdam           | appartementen                                                        |            |
| Heel Europa                           | 2015                | Purmerend           | appartementen                                                        |            |
| De Trip                               | 2016                | Utrecht             | appartementen / commerciële ruimten                                  |            |
| Tango & Twister                       | 2018                | Haarlem             | appartementen                                                        |            |
| Haasje Over                           | 2021                | Eindhoven           | appartementen                                                        |            |
| Havenkwartier Katendrecht             | 2023                | Rotterdam           | appartementen                                                        |            |
| De Puls                               | 2024                | Amsterdam           | appartementen                                                        |            |
| Binck City                            | 2025                | Den Haag            | appartementen                                                        |            |
| Tic Tac Toe (woontoren)               | ≈2027               | Amsterdam           | appartementen                                                        |            |